# チャールズ・キナード (第5代キナード卿)
第5代キナード卿チャールズ・キナード（英語: Charles Kinnaird, 5th Lord Kinnaird、1680年代生 – 1758年7月16日没）は、スコットランド貴族。

## 生涯
第2代キナード卿パトリック・キナードとアン・フレイザー（Anne Fraser、1661年3月12日 – 1684年10月8日埋葬、第8代ラヴァト卿ヒュー・フレイザーの娘）の三男として生まれた。
1727年9月に兄パトリックの息子にあたる第4代キナード卿パトリック・キナードが死去すると、キナード卿の爵位を継承した。
1729年頃、マグダレーン・ブラウン（Magdalen Brown、1747年9月23日以降没、商人ウィリアム・ブラウンの娘）と結婚した。第5代キナード卿の主張によると、マグダレーンは1747年9月23日に双子の息子を出産したが、すぐに夭折したという。
1758年7月16日にパースシャーで死去、叔父ジョージ（1703年3月2日埋葬）の息子ジョージの次男チャールズが爵位を継承した。